# Olga Akifjeva
Olga Akifjeva (Russisch: Ольга Акифьева, Engels: Olga Akifyeva) (20 juli 1917) is een schaatsster uit de Sovjet-Unie. In 1951 reed ze een nieuw wereldrecord op de 3000 meter. Ze werd eenmaal allround kampioene van de Sovjet-Unie.

## Resultaten

### Wereldkampioenschappen
| Jaar | Plaats      | Resultaten   |
| ---- | ----------- | ------------ |
| 1950 | Moskou      | 8e Allround  |
| 1952 | Kokkola     | 9e Allround  |
| 1953 | Lillehammar | 5e Allround  |
| 1954 | Östersund   | 11e Allround |

### Wereldrecord
| Afstand    | Tijd   | Datum            | Baan  |
| ---------- | ------ | ---------------- | ----- |
| 3000 meter | 5.22,2 | 16 februari 1951 | Medeo |

### USSR kampioenschappen
| Jaar | Allround |
| ---- | -------- |
| 1937 | DNF      |
| 1938 | Goud     |
| 1939 | Zilver   |
| 1940 | Brons    |
| 1941 | Brons    |
| 1944 | 4e       |
| 1945 | 5e       |
| 1946 | Brons    |
| 1947 | DNF      |
| 1949 | 12e      |
| 1950 | 7e       |
| 1952 | Zilver   |
| 1953 | Brons    |
| 1954 | 5e       |
| 1955 | 8e       |

## Persoonlijke records
| Afstand    | Tijd    | Datum           | Baan  |
| ---------- | ------- | --------------- | ----- |
| 500 meter  | 1.46,90 | 11 januari 1955 | Medeo |
| 1000 meter | 1.34,60 | 11 januari 1955 | Medeo |
| 1500 meter | 2.31,30 | 30 januari 1953 | Medeo |
| 3000 meter | 5.16,90 | 26 januari 1953 | Medeo |
| 5000 meter | 9.09,50 | 26 januari 1953 | Medeo |

### Adelskalender
Van 21 januari 1952 tot 22 januari 1952 was Olga Akifjeva aanvoerster van de Adelskalender. Daarmee heeft zij 1 dagen aan de top van de lijst gestaan.
Hieronder staan de persoonlijke records (PR's) waarmee Olga Akifjeva aan de top van de Adelskalender kwam en de PR's die zij had staan toen zij van de eerste plek verdreven werd. Tevens zijn de gegevens weergegeven van de schaatssters die voor en na haar aan de top van de lijst stonden.
| Datum      | 500 m | 1000 m | 3.000 m | 5.000 m | Punten  | Voorganger / Opvolger |
| ---------- | ----- | ------ | ------- | ------- | ------- | --------------------- |
| 31-01-1937 | 46,4  | 1.38,8 | 5.29,6  | 9.28,3  | 207,563 | Laila Schou Nilsen    |
| 21-01-1952 | 48,3  | 1.38,9 | 5.22,3  | 9.18,8  | 207,330 |                       |
| 22-01-1952 | 48,6  | 1.36,6 | 5.21,3  | 9.20,5  | 206,500 | Rimma Zjoekova        |

Verné Lesche · 
Valentina Koeznetsova · 
Serafima Paromova · 
Laila Schou Nilsen · 
Olga Akifjeva · 
Rimma Zjoekova · 
Tamara Rylova · 
Inga Artamonova · 
Stien Kaiser · 
Ans Schut · 
Nina Statkevitsj · 
Tatjana Averina · 
Galina Stepanskaja · 
Natalja Petroeseva · 
Andrea Mitscherlich · 
Karin Enke · 
Gabi Zange · 
Gunda Niemann · 
Claudia Pechstein · 
Anni Friesinger · 
Cindy Klassen